# Ivan Osiier

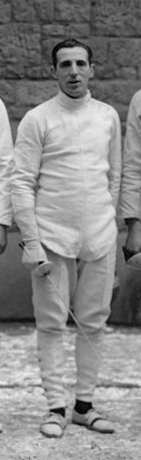
Ivan Osiier, 1930.

Ivan Joseph Martin Osiier, född 16 december 1888 i Köpenhamn, död 23 september 1965 i Köpenhamn, var en dansk fäktare.
Osiier blev olympisk silvermedaljör i värja vid sommarspelen 1912 i Stockholm.